# Kat DeLuna
Kathleen Emperatriz "Kat" DeLuna (* 26. listopadu 1987) je dominikánsko-americká popová zpěvačka a tanečnice. Její debutový singl, "Whine Up", se umístil mezi top 10 v Belgii a Francii a top 40 v Billboard Hot 100 a Billboard Hot Dance Club Play . Její první studiové album, 9 Lives, bylo vydáno v roce 2007. V roce 2008 začala pracovat na druhém albu, Inside Out.
Na předávání cen Los Premios MTV Latinoamérica 2007 byla DeLuna odměněna cenou Nejlepší nové zpěvačky. V roce 2008 na TMF Awards získala cenu Nejlepší nové zpěvačky a Nejlepší urban zpěvačky.

## Diskografie
- 9 Lives (2007)
- Inside Out (2010)
- ViVa Out Loud (2014)

## Turné
- 2012: VIVA Japan Tour (3 koncertní data)

## Ocenění a nominace
- Los Premios MTV Latinoamérica 2007
  - MTV Tr3́s cena podle diváků - nejlepší nová zpěvačka
- TMF Awards (Belgie)
  - Nejlepší urban
  - Nejlepší nová zpěvačka
- 2012 Latin Billboard Music Awards
  - Latin Dance Club nejhranější track roku
- Casandra Award
  - Nová mezinárodní zpěvačka

Nominace
- ALMA Music Awards 2009
  - Nejlepší začínající hvězda